# Ryan Thomas Brown
Ryan Thomas Brown is een Amerikaanse acteur.
Brown is hier vooral bekend van zijn rol in de tienersoap Beverly Hills, 90210 als Morton Muntz en in de comedieserie Saved by the Bell: The New Class als Meat. 

## Filmografie
- 1993 - 2000 Beverly Hills, 90210 - als Morton Muntz - televisieserie (26 afl)
- 1998 Clueless - als Todd - televisieserie (1 afl)
- 1998 Mike Hammer, Private Eye - als Jonathan Lawrence - televisieserie (1 afl)
- 1997 Silk Stalkings - als ?? - televisieserie (1 afl)
- 1996 Kidz in the Wood - als ?? - televisiefilm
- 1996 Pacific Bleu - als Ratjongen - televisieserie (1 afl)
- 1993 - 1994 Saved by the Bell: The New Class - als Meat - televisieserie (7 afl)
- 1993 Teenage Mutant Ninja Turtles - als Mondo Gecko - televisieserie (1 afl)
- 1993 J.F.K.: Reckless Youth - als Dexter school leerling - televisiefilm
- 1993 Getting By - als Jason - televisieserie (1 afl)
- 1989 Best ABC Video Ever! - als stem - televisiefilm
- 1983 Enormous Changes at the Last Minute - als Mikey - televisiefilm